# Mico acariensis
Mico acariensis  (лат.) — вид приматов семейства игрунковые. Эндемик Бразилии.
Относительно крупный представитель рода, достигает средней длины тела 24 см, длина хвоста 35 см, а масса около 420 граммов. Шелковистый мех белого цвета на спине и становится все более серым назад. Брюхо окрашено в ярко-оранжевый цвет, конечности и основание хвоста оранжевые. Хвост, который значительно длиннее, чем тело чёрный. Безволосое лицо телесного цвета, между глаз и на подбородке имеются чёрные пятна. Как и у всех игрунковых на пальцах рук и ног (за исключением большого пальца) вместо ногтей — когти.
Вид является эндемиком Бразилии (штат Амазонас). Обитает в амазонских тропических низменных лесах. 
Ведёт дневной и древесный образ жизни, передвигаясь на четвереньках и прыгая по веткам. Живут в группах, организованных вокруг способной к размножению пары. Питание состоит из фруктов, насекомых и древесных соков, для добывания которых животные прогрызают кору адаптированными для этого зубами.
Вид недостаточно изучен. Нет данных о проживании вида на охранных территориях.